# Egoland
Egoland was een Nederlands satirisch klei-animatieprogramma, dat in 2003 werd uitgezonden door BNN op Nederland 2. In het programma maakten diverse kleipoppetjes allerlei dingen mee. De poppetjes moesten de leden van de koninklijke familie voorstellen, en enkele andere bekende personen. Het programma zorgde voor opschudding, vooral nadat premier Jan Peter Balkenende een discussie op gang bracht over 'respect voor elkaar', naar aanleiding van Egoland. Mede daardoor kon de serie zich verheugen in goede kijkcijfers. Wekelijks stemden ongeveer 1 miljoen mensen af op de serie.
Al in 2002 was er het plan om een dergelijke serie te maken. Egoland werd gemaakt door middel van het stop-motion principe.

## Cast
- Jeroen van der Boom als Bart de Graaff en André Hazes
- Martin-Jan van Santen als Koningin Beatrix
- Martin-Jan van Santen als Prins Willem Alexander
- Jeroen Kijk in de Vegte als Prins Bernhard, Peter R. de Vries en Erica Terpstra

Bob Kommer Studio's verzorgde de opname van alle stemmen en maakte alle geluiden. Onder andere Martin-Jan van Santen nam de regie en het scenario op zich.

## Afleveringen
Lijst van afleveringen en de originele uitzenddata. Elke aflevering duurde zes minuten. De afleveringen zijn op dvd verschenen. In 2004 werden alle afleveringen achter elkaar uitgezonden in de bioscoop Het Ketelhuis in Amsterdam.
1. De zeer ouderwetse koningin (3 november 2003)
2. De rancuneuze schoondochter (10 november 2003)
3. De onhandige kroonprins (17 november 2003)
4. De prins met het gebroken hart (24 november 2003)
5. De ontroostbare koningin (1 december 2003)
6. De zoekgeraakte kroonprins (8 december 2003)
7. De verliefde Yeti (15 december 2003)
8. De wraak der kroonprins (22 december 2003)